# Ceratonema albidivisum
Ceratonema albidivisum är en fjärilsart som beskrevs av George Francis Hampson 1900. Ceratonema albidivisum ingår i släktet Ceratonema och familjen snigelspinnare. Inga underarter finns listade i Catalogue of Life.